# 황상철
황상철은 대한민국의 기업인이다.

## 학력
- 충주고등학교 졸업
- 충북대학교 졸업

## 경력
- 한국수자원공사 부장
- 한국수자원공사 영주권지사 지사장
- 한국수자원공사 청주권지사 사장